# Le Mesnil-Simon (Eure-et-Loir)
Le Mesnil-Simon é uma comuna francesa na região administrativa do Centro, no departamento de Eure-et-Loir. Estende-se por uma área de 9,17 km². Em 2010 a comuna tinha 583 habitantes (densidade: 63,6 hab./km²).